# Юле-Пелска (нулк)
Ю́ле-Пе́лска (эст. Üle-Pelska nulk) — один из 12 нулков Сетумаа.

## География
Расположен частично на территории волости Сетомаа уезда Вырумаа, Эстония, и частично на территории Печорского района Псковской области России (в 1918—1940 годах — на территории Печорского уезда Первой Эстонской Республики). Границами нулка являются ручей Обиница (Тухквица, эст. Tuhkvitsa oja) и река Белка (Пелска). Название нулка происходит от названия реки и переводится как «деревни на другой стороне реки Пелска».
Деревни нулков первым переписал Якоб Хурт в 1903 году; при этом он отмечал, что границы нулка в народе могут быть обозначены по-разному, так как официально они не закреплены.

## История
Первое письменное упоминание нулка встречается в записях Якоба Хурта, опубликованных в 1904 году (Üle-Pelska nulk, Üle-Pelska kolk).
Северо-восточную часть бывшей волости Меремяэ сету ранее называли Хелби нулк (эст. Helbi nulk), а также Аланукк (эст. Alanukk), Алавийр (эст. Alaviir) и Алавеэр (эст. Alaveer).

## Населённые пункты
Согласно утверждённому народом сету в 2010 году списку, в нулк Юле-Пелска входят:
- официальные эстонские деревни Ала-Тсумба (эст. Ala-Tsumba), Веретиня (Вере́тино, эст. Veretinna), Вымморски (Тю́тино, эст. Võmmorski), Ермакова (эст. Ermakova), Карамсина (эст. Karamsina), Кийова (Киёво, эст. Kiiova), Корски (Гору́шка, эст. Korski), Куснетсова (Кузнецо́во, эст. Kusnetsova), Кюллятювя (Тюли́тино, эст. Küllätüvä), Мааслова (Маслово, эст. Maaslova), Маслува (Машково, Машнево, эст. Masluva), Плийа (Заха́рино, эст. Pliia), Половина (Боло́вино, эст. Polovina), Серетсювя (Жеребцо́во, эст. Seretsüvä), Тессова (Стешо́во, Тесо́во, эст. Tessova), Тийрханна (Поги́блово, эст. Tiirhanna), Тригиня (Стри́гино, эст. Triginä), Туплова (Дупле́во, эст. Tuplova), Хелби (Хе́льбики, Хе́льбиково, эст. Helbi), Цумба (эст. Tsumba), Яанимяэ (Малахо́во, эст. Jaanimäe);
- бывшие эстонские деревни Каамынитса (Каменец, эст. Kaamõnitsa, Kaamenitsa), Коскува (Ко́сиково, Кожухо́во, эст. Koskuva), Кропкува (Кробко́во, эст. Kropkuva, Kropkova), Мелдова (Ме́лдово, эст. Melduva, Meldova), Пултсува (Каса́хнова, эст. Pultsuva), Си́маски (эст. Simaski).

Приведённый список в большой степени совпадает со списком, составленным Р. Реммелем, в котором отсутствует Плийа, но перечислены также современные российские деревни бывшего Печорского уезда Первой Эстонской Республики: Белоусово (эст. Kraoski, Krahoska), Чальцево (эст. Suurõ-Tsäältsüvä) и бывшие деревни Малое Чальцево (эст. Väiko-Tsäältsüvä), Большая Гору́шка (эст. Suurõ-Korski) и  Ма́лая Гору́шка (эст. Väiko-Korski, Ala-Korski).
Согласно Реммелю, к нулку Юле-Пелска также относились ещё несколько деревень и хуторов, которые обрусели или были разрушены во второй половине XX века: Калугино (эст. Koluga), Павлово (эст. Paagluva), Зайцево эст. Saetsuva), Шевелёво (эст. Sebelüvä), Шамихино (эст. Sämhinä), Лысихино (эст. Tsängu, Lõsihina), Уланово (эст. Ulanuva) и Ульянцево (эст. Uljatsuva), а также Аусино (эст. Ausina), Ермо (эст. Ermo), Метса (эст. Metsa) и хутор Горка (эст. Savamäe, Gorka).
Число жителей эстонских деревень нулка Юле-Пелска по данным переписей населения СССР, переписи населения 2000 года, переписи населения 2011 года и Регистра народонаселения по состоянию на 1 января 2022 года:
| Деревня    | 15.01.1959 | 15.01.1970 | 17.01.1979 | 19.01.1989 | 31.03.2000 | 31.12.2011 | 01.01.2022 |
| ---------- | ---------- | ---------- | ---------- | ---------- | ---------- | ---------- | ---------- |
| Ала-Цумба  | 28         | 22         | .*         | .*         | 4          | 2          | 1          |
| Веретиня   | 67         | 37         | 27         | 12         | 5          | 3          | 5          |
| Вымморски  | 178        | 142        | 170        | 194        | 43         | 16         | 40         |
| Ермакова   | 43         | 43         | .*         | .*         | 11         | 9          | 15         |
| Карамсина  | 11         | 8          | .*         | .*         | 2          | 2          | 3          |
| Кийова     | 19         | 9          | .*         | .*         | 4          | 1          | 3          |
| Корски     | 11         | 7          | 45         | 37         | 6          | 2          | 2          |
| Куснетсова | 12         | 5          | .*         | .*         | 8          | 3          | 3          |
| Кюллятювя  | 114        | 92         | 50         | 29         | 26         | 28         | 29         |
| Мааслова   | 28         | 22         | .*         | .*         | 2          | 3          | 10         |
| Маслува    | 5          | 5          | .*         | .*         | 2          | 1          | 5          |
| Плийа      | 37         | 34         | .*         | .*         | 19         | 13         | 10         |
| Половина   | 31         | 20         | 67         | 39         | 17         | 13         | 17         |
| Серетсювя  | 43         | 36         | .*         | .*         | 4          | 3          | 2          |
| Тессова    | 28         | 23         | .*         | .*         | 2          | 2          | 3          |
| Тийрханна  | 74         | 52         | .*         | .*         | 12         | 13         | 16         |
| Тригиня    | 26         | 11         | .*         | .*         | 4          | 0          | 1          |
| Туплова    | 27         | 22         | .*         | .*         | 14         | 9          | 4          |
| Хелби      | 33         | 30         | 92         | 78         | 42         | 22         | 29         |
| Цумба      | .*         | .*         | .*         | .*         | 7          | 5          | 3          |
| Яанимяэ    | 42         | 41         | .*         | .*         | 17         | 19         | 15         |
| ВСЕГО      | 857        | 661        | 451        | 389        | 251        | 169        | 216        |

* Административно входят в состав других деревень.
- Часовни сету нулка Юле-Пелска в 2013 году

Часовни сету нулка Юле-Пелска в 2013 году
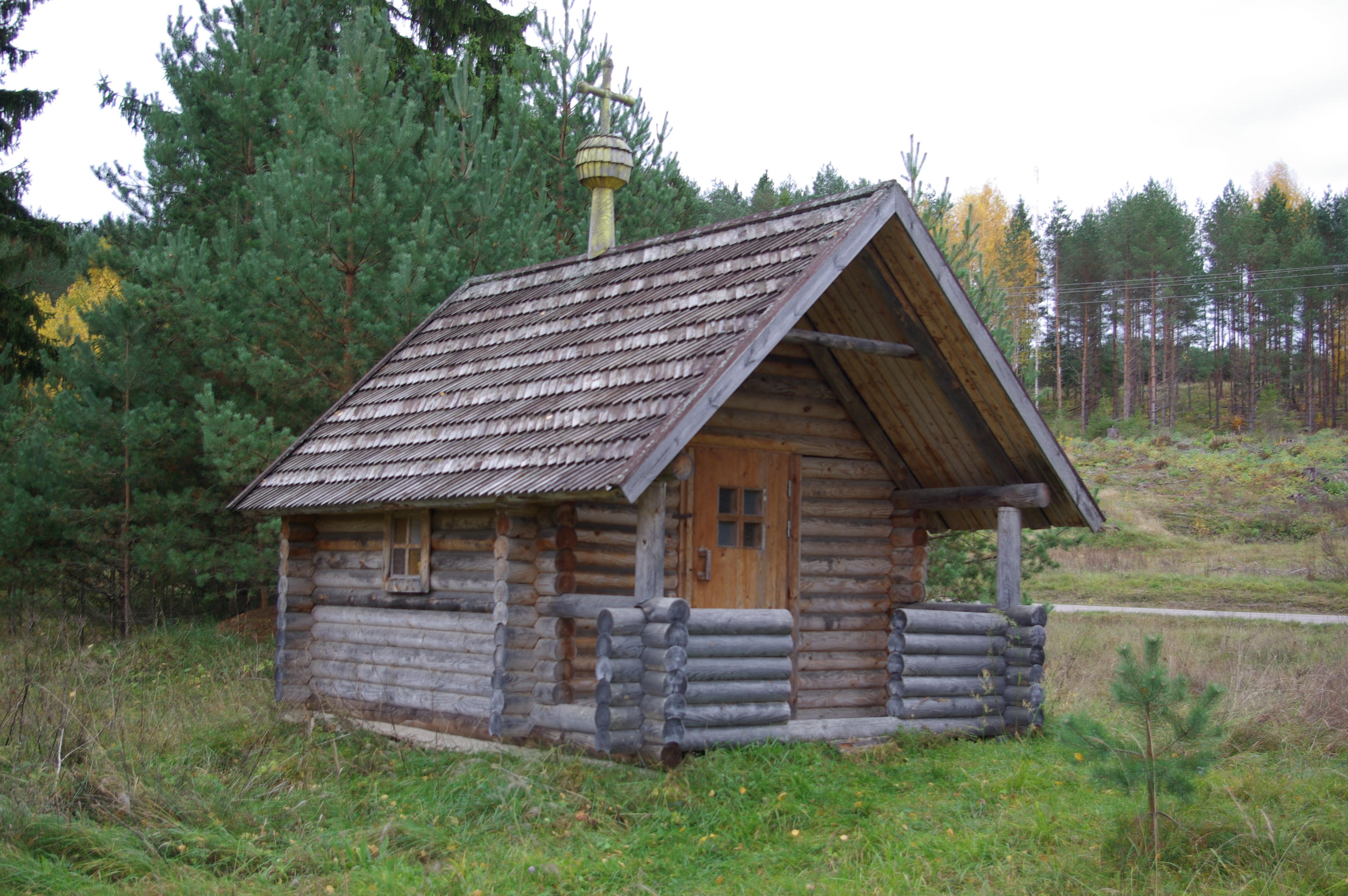
Новая часовня Вымморски
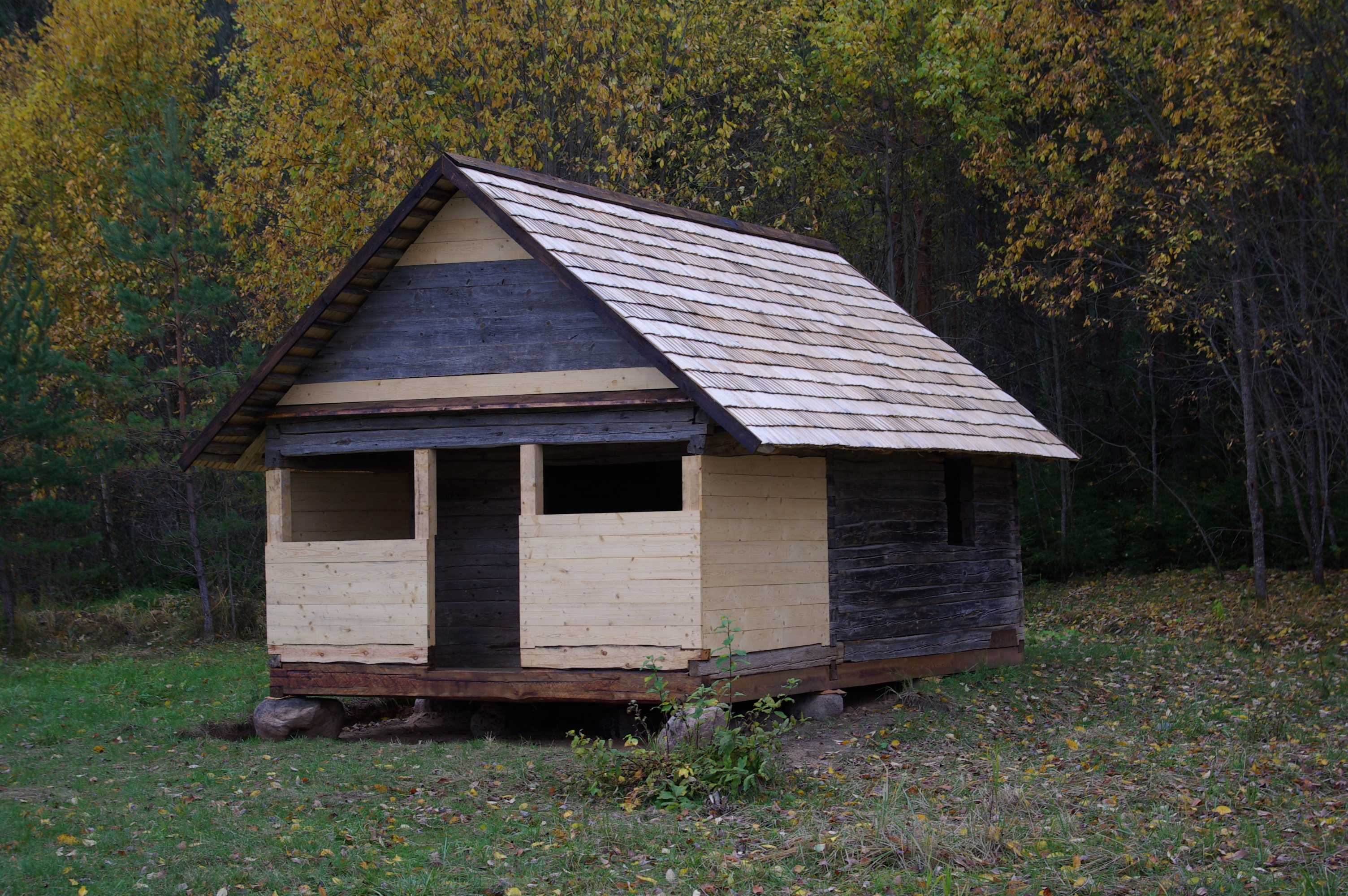
Старая часовня Вымморски
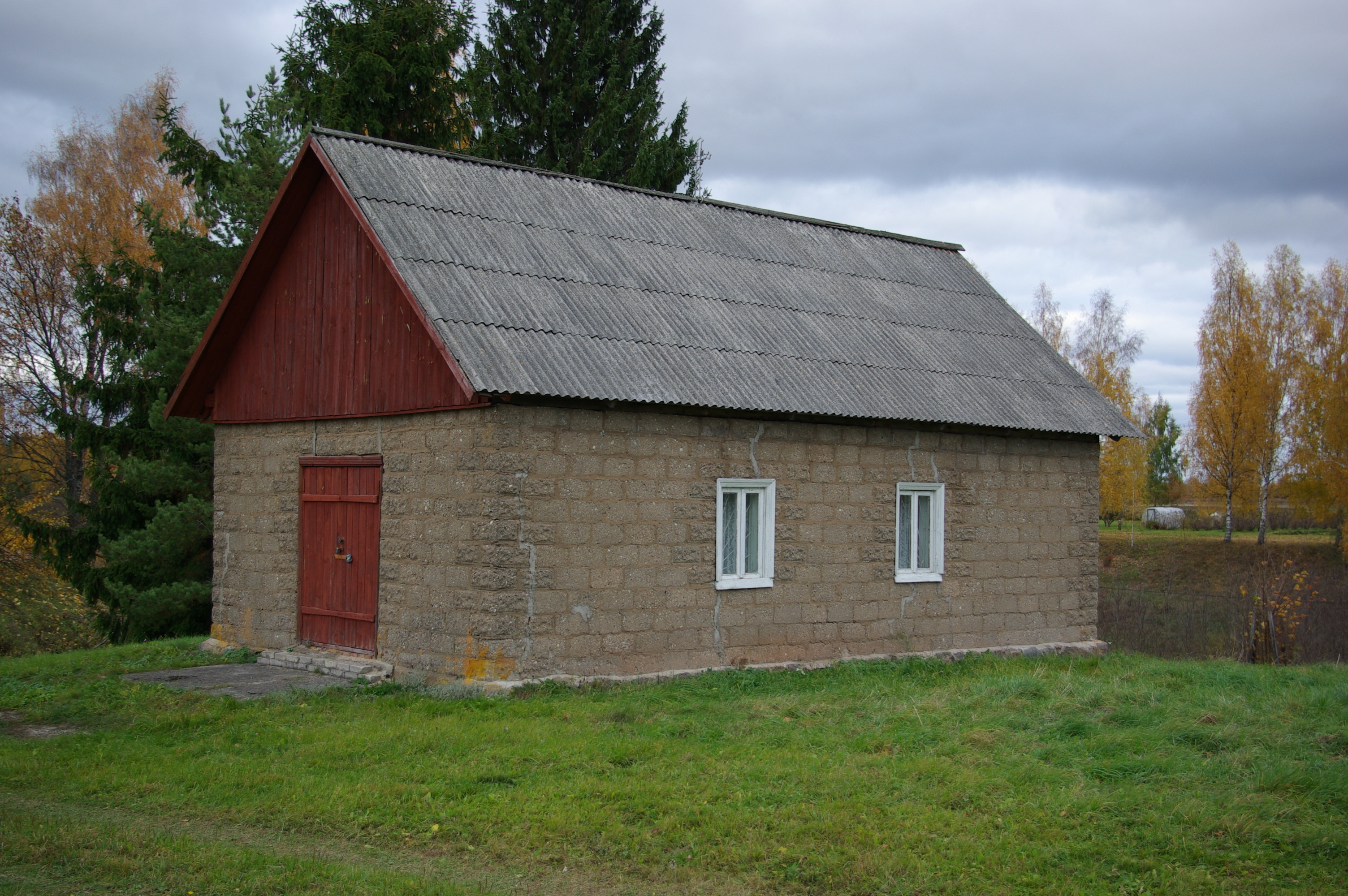
Часовня Кюллятювя
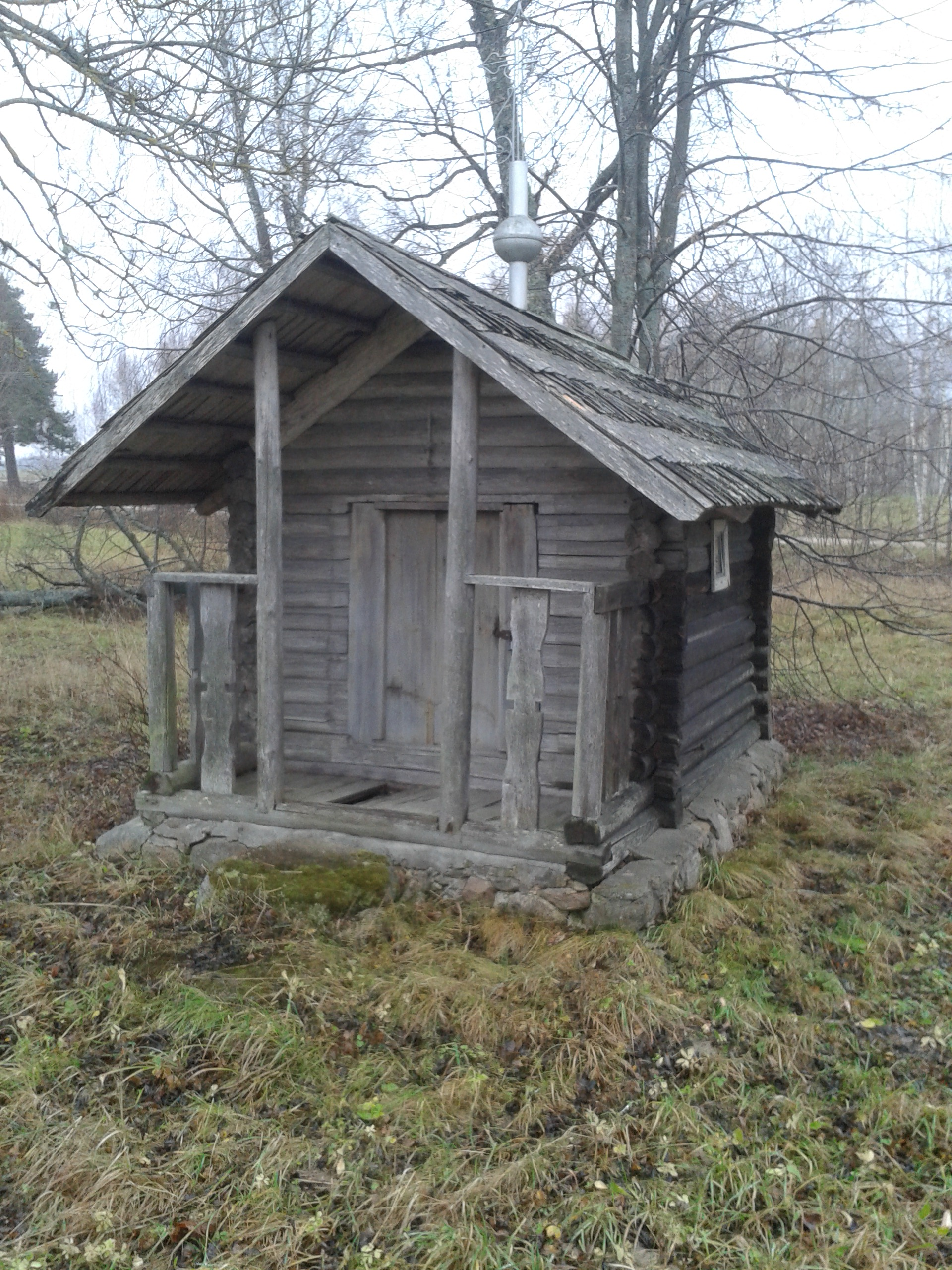
Часовня Мелдова